# Madonna della Cintola (Filippo Lippi)
La Madonna della Cintola (La Madonna assunta che dona la cintola a san Tommaso, tra san Gregorio, santa Margherita, sant'Agostino, l'angelo Raffaele e Tobiolo) è opera, tempera su tavola (207x200 cm) di Filippo Lippi e aiuti, realizzata tra il 1456 e il 1460 e conservata nel Museo Civico di Prato (Museo di Palazzo Pretorio).

## Storia
L'opera proviene dal monastero di Santa Margherita a Prato, dove il Lippi fu cappellano dal 1455 ed ebbe l'occasione di conoscere Lucrezia Buti, che fu sua modella e amante. L'opera venne musealizzata nel 1858.
Un recente restauro ha fatto scoprire i dettagli della tecnica, basata su più stesure a intervalli diversi, prova di un probabile completamento e rifinitura da parte della bottega pratese del maestro alcuni anni dopo il suo intervento.

## Descrizione e stile
L'episodio raccontato dalla pala è quello della Madonna che dà il Sacro Cingolo - la sua cintura - a san Tommaso, reliquia che dopo vari passaggi, secondo la tradizione, arrivò a Prato dove è tuttora conservata nella cattedrale.
Al centro Maria, incoronata, seduta su un trono celeste di nubi e racchiusa in una mandorla sostenuta da due angeli, sta dando la sua cintola a san Tommaso, che la accetta incredulo. Assistono alla scena quattro santi e la committente committenti: a sinistra san Gregorio Magno e la titolare del monastero santa Margherita (forse un ritratto di Lucrezia Buti), che presenta alla Vergine la committente suor Bartolommea dei Bovacchiesi; a destra sant'Agostino, fondatore degli Agostiniani al cui ordine appartenevano le monache, e l'Angelo Raffaele che tiene per mano Tobiolo.
Nell'opera prevale un gusto per la linea di contorno elegante e raffinata, che venne studiata e ripresa da Sandro Botticelli facendone uno dei marchi di fabbrica dell'arte fiorentina. In particolare si nota nei profili "dolci" di santa Margherita e dell'Angelo. Il tappeto vegetale rivela una notevole cura del dettaglio.
Presenta una superficie gravemente compromessa per le puliture drastiche alle quali fu sottoposta in passato. 
L'evidenza tecnica e stilistica suggerisce che il quadro sia stato eseguito in due campagne - ideate e iniziate dal Lippi e terminate successivamente da Fra Diamante: "Sappiamo che l'inizio di questa tavola è collegato allo scandalo della fuga con Lucrezia nel 1456, ma fu completata circa dieci anni dopo dai suoi collaboratori".